# Сенічно (Польща)
Сенічно (пол. Sieniczno) — село в Польщі, у гміні Олькуш Олькуського повіту Малопольського воєводства.
Населення — 708 осіб (2011).
У 1975-1998 роках село належало до Катовицького воєводства.

## Демографія
Демографічна структура станом на 31 березня 2011 року:
|          | Загалом | Допрацездатний вік | Працездатний вік | Постпрацездатний вік |
| -------- | ------- | ------------------ | ---------------- | -------------------- |
| Чоловіки | 345     | 73                 | 225              | 47                   |
| Жінки    | 363     | 70                 | 205              | 88                   |
| Разом    | 708     | 143                | 430              | 135                  |